# 朝日池
朝日池（あさひいけ）は、新潟県上越市大潟区内雁子にあるため池である。2010年（平成22年）3月25日に農林水産省のため池百選に選定された。

## 概要
朝日池は、1646年（正保3年）、高田藩の大潟地区の新田の開墾に伴い造成されたため池で、現在も276 haの水田の灌漑を行っている。
日本三百名山である、標高993 mの独立峰の米山の山容が湖面に映りハスやカキツバタが彩りを添え、地域を代表する景観を作っている。
また、隣の鵜ノ池との間には新潟県立大潟水と森公園が整備され、湖畔北部はゴルフ場（米山水源カントリークラブ）がある。

## 自然
毎年外来魚駆除と地域コミュニティ活動を目的に、「大地引網漁」を行っているほか、豊作を祈る伝統芸能が受け継がれている。
冬季は、全国的に貴重な渡り鳥の越冬地であり数千羽のハクガンが群れで飛来する。またマガモ・コガモ・ヒシクイ・ハクチョウ・カルガモ・オシドリなど多数の鳥類の観察地でもある。

## アクセス

### 道路
- 新潟県道30号新井柿崎線内雁子
- 新潟県道78号大潟高柳線大潟水と森公園

### 公共交通機関
- 信越本線潟町駅下車[2]

## 外部ンク
- 朝日池 - 上越市
- 朝日池 （農林水産省）
- 上越市 - 上越市のため池パンフ